# Jobstryck
Jobstryck avsåg från början mönster för textil ritade av Lisbet Jobs och Gocken Jobs. Termen användes första gången 1945 sedan Astrid Sampe, chef för NK:s textilkammare, uppmuntrat systrarna att överföra sina blomstrande dekorer från keramik till textil. Tygerna lanserades av NK på utställningen När skönheten kom till byn där sjutton Jobstryck visades för första gången. De flesta var tryckta av Erik Ljungberg i Floda på uppdrag av NK:s textilkammare, bland mönstren fanns motiv som Jobsbarnen och Jobsblommor med namn som anknöt till familjenamnet Jobs. Senare när brodern Peer Jobs började trycka mönster av Lisbet och Gocken Jobs har termen kommit att avse alla tryck från Jobs Handtryck oavsett vem som ritat mönstret.